# Стовпів
Стовпі́в — село в Україні, розташоване в Чуднівській територіальній громаді, Житомирського району, Житомирської області. Населення становить 580 осіб. Орган місцевого самоврядування — Чуднівська міська рада.

## Географія
На північно-східній околиці села бере початок річка Дреничка.

## Історія

### У складі Великого князівства Литовського
Перша документальна згадка про Стовпів датується 1512 роком.

### У складі Речі Посполитої
Село Стовпів (пол. Stołpow) Чуднівського ключа входило до складу Острозької ординації — неподільних земель князів Острозьких-Заславських.
У XVII столітті неподалік Стовпова виникло містечко Лісногород (Leśnogród).
Спадкоємець Острозького майорату князь Януш-Олександр Санґушко у 1769 році будує в селі дерев'яну церкву.
З 1731 року Стовпів орендував Бенедикт Малиновський.
А вже в документах 1750 та 1759 років орендарем села вказаний летичівський чашник Юзеф Хжонстовський герба Задора.
В реєстрах Тарифу подимного податку 1775 року Стовпів у кількості 86 дворів орендував мстиславський скарбник Станіслав Мисловський.
У 1780-х роках Чуднівськи ключ належав великому коронному підскарбію, князю Адаму Мацейовичу Понінському гербу Лодья (пол. Adam Poniński ks. h. Łodzia). Ці землі Понінський придбав у Єжи-Марціна Любомирського (пол. Jerzy Marcin ks. Lubomirski) за 800 тисяч злотих. Та після того, як Понінській збанкрутів, землі Чуднівського ключа були розділені між чисельними кредиторами.

### У складі Російської імперії
В Ревізіях шляхти 1795 року вказано, що справами маєтку займався економ власника — Юзеф Шимонович Каплінський (Józef Kapliński).

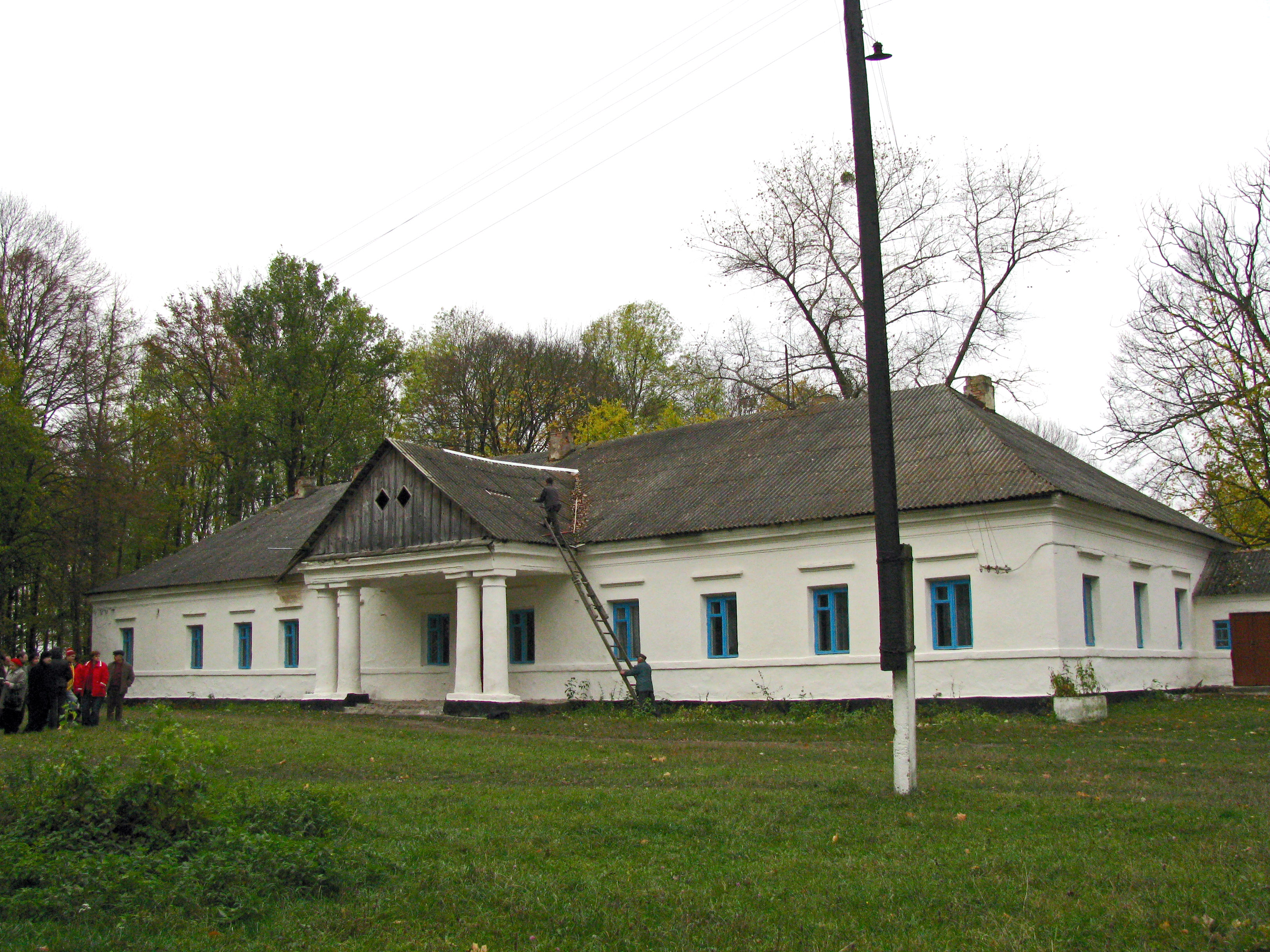
Панська садиба, зараз школа, Стовпів

У XIX столітті село Стовпів входило до складу Красносільської волості Житомирського повіту Волинської губернії.
Новий дідич Стовпова пан Янковський витратив чималі статки на дослідження мурованих льохів, що лишились на місті давнього Лісногорода (Лісноґрода).
На початку 1836 року Янковський продає Стовпів житомирському підсудку Шимону Григоровичу Невмержицькому (Szymon Niewmierzycki h. Samson) та його сину Андрію (Andrzej Niewmierzycki h. Samson).
Наступним власником села був Андрій Шимонович Невмержицький, що разом із дружиною Людвікою із Трипольських проживав у Стовпові.
В селі розташовувалась церква в ім'я Святителя і Чудотворця Миколая, але точних даних про рік її побудови не збереглось. У 1904 році неподалік храму зведено причтові приміщення. Також діяла церковно-прихідська школа.

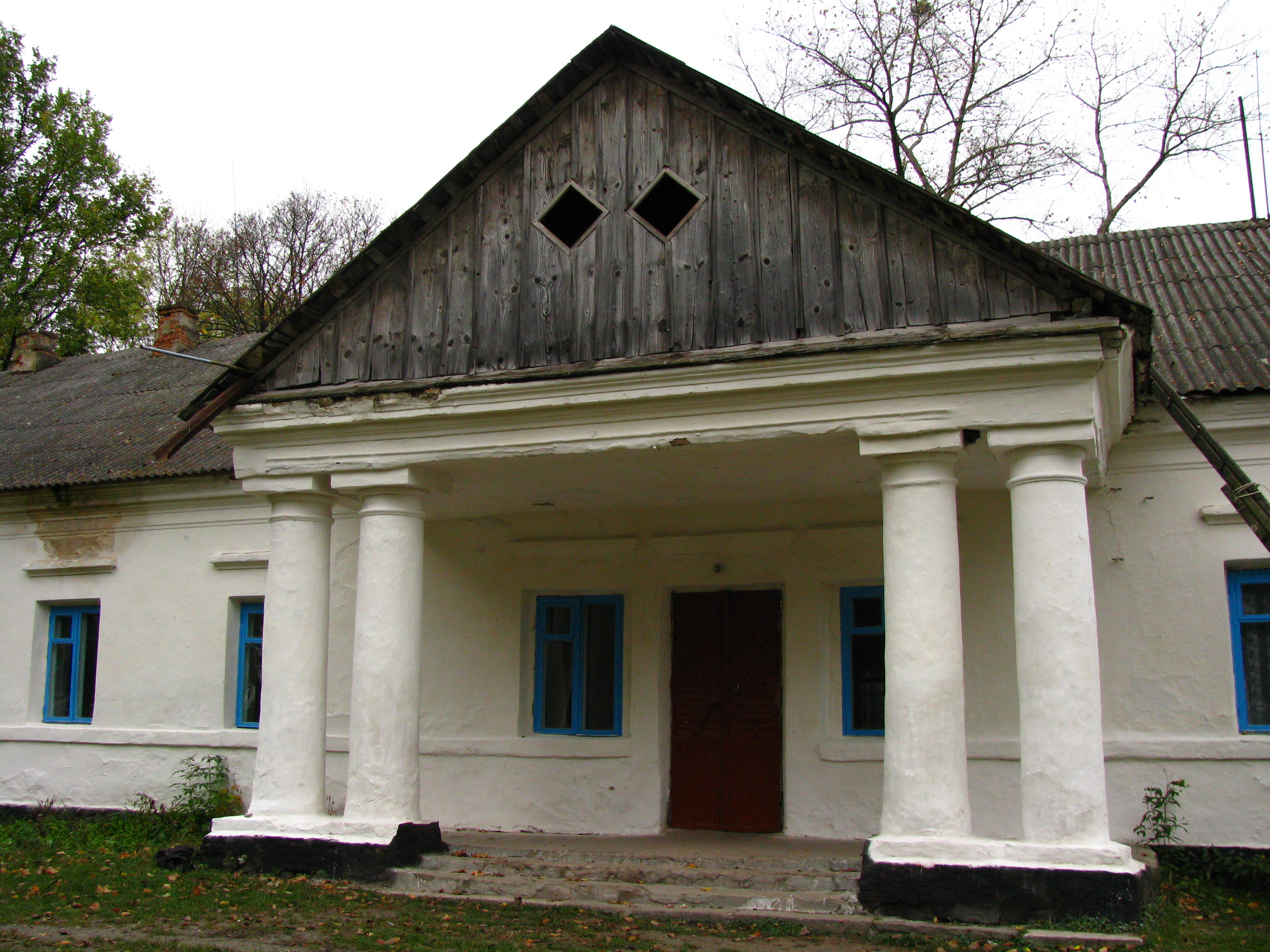
Панська садиба, Стовпів

Наприкінці XIX — початку XX століття власником села Стовпів вказаний Еразм Адольфович Росцішевський (пол. Erazm Tymoteusz Marian Rościszewski h. Junosza), який 1877 року одружився із Олександрою Невмержицькою (Aleksandra Niewmierzycka) — донькою Андрія Шимоновича. Більшість часу родина Росцішевських проводила в своєму маєтку Кустівці. Після смерті Росцішевського його землі успадкували сини Олександр і Іван Росцішевські, та здавали в оренду Станіславу Станіславовичу Маковському.
Станом на 1906 рік в селі значилось 190 дворів, де проживало 1282 чоловік.

### У складі УРСР
За даними 1923 року в селі значилось 404 двори, в яких проживало 1919 чоловік. Того ж року було створено селищну раду.
З червня 1960 року Стовпів відносився до Сербинівської сільради.

#### Голодомор
В 1932–1933 роках село пережило голод. Так, за даними Стовпівської сільради в селі померло 218 чоловік, практично всі імена яких відомі.

#### Повоєнні роки
У 1963 році серед скверу встановлений пам'ятник землякам, полеглим у роки Другої світової війни.

### Сучасність
З 1999 року в Стовпові діє церква євангельських християн-баптистів.
Стовпів входить до складу утвореної 2018 року Чуднівської територіальної громади.

## Населення
| Рік       | 1967  | 1987  | 1989 | 2001 | 2021 |
| --------- | ----- | ----- | ---- | ---- | ---- |
| Населення | 1 308 | 1 090 | 964  | 791  | 580  |

Чисельності наявного населення села станом на 01.01.2021 року становить 580 осіб.

## Освіта та культура

### Освіта
- Стовпівська гімназія.
- Стовпівський ЗДО.

### Культура
- Стовпівський сільський клуб який є відокремленим структурним підрозділом Чуднівського міського будинку культури Чуднівської міської ради.
- Бібліотечний пункт № 4 який є відокремленим структурним підрозділом Чуднівської міської бібліотеки Чуднівської міської ради.